# Guyana van A tot Z

Locatie van Guyana

## A
Abary -
Acanthopelma beccarii -
John Agard -
Aishalton -
Irfaan Ali -
Alpha United -
Amazoneregenwoud - 
Anna Regina -
Arecuna -
Arowakken

## B
Barima-Waini -
Bartica -
Antony Beaujon -
Arnold Herman Maximiliaan Colaço Belmonte -
Berbice -
Berbicerivier -
Berbice-Nederlands -
Beterverwagting -
Matthew Briggs -
Brits-Guiana -
Brits-Guiana op de Olympische Zomerspelen 1948/1952/1956/1960/1964 - 
Forbes Burnham -
Viola Burnham -
Buxton

## C
Camp Jaguar -
Stephen Campbell -
Canje (rivier) -
Canjefazant -
Caraïbisch-Hindoestani -
Jacques Cassard -
Cheddi Jagan International Airport -
Chinezen in Guyana -
Corantijn - 
Coeroenie (rivier) -
Cuffy -
Cuyuni -
Cuyuni-Mazaruni

## D
Dadanawa Ranch -
Dear Land of Guyana, of Rivers and Plains -
Demerara (kolonie) -
Demerara (rivier) -
Demerara Harbour Bridge -
Demerara-Mahaica -
Denham Suspension Bridge -
Doodstraf in Guyana

## E
East Berbice-Corentyne -
Essequebo (kolonie) -
Essequibo (rivier) -
Essequibo Islands-West Demerara -
Eugene F. Correia International Airport

## F
Fort Kyk-over-al -
Fort Nassau -
Fort Wellington -
Fort Zeelandia -
Forteiland

## G
Goed Fortuin -
Georgetown -
Colin Gordon -
David Granger - 
Eddy Grant -
Stanley Greaves -
Guyaans curlingteam (gemengddubbel) -
Guyaans curlingteam (mannen) -
Guyaanse dollar -
Guyaanse hockeyploeg (vrouwen) -
Guyaanse voetbalbond -
Guyaans voetbalelftal - 
Guyana -
Guyana (1966-1970) - 
Guyana Defence Force -
Guyana GFF Super League -
Guyana op de Gemenebestspelen -
Guyana op de Olympische Jeugdzomerspelen 2010 -
Guyana op de Olympische Spelen -
Guyana op de Olympische Zomerspelen 1968/1972/2004/2008/2012/2016 -
Guyanabrulaap - 
Guyanadwergspecht -
Guyanapepervreter -
Guyanaplan -
Guyanaschild -
.gy

## H
Samuel Hinds -
Wolfert Simon van Hoogenheim -
Hoogland van Guyana -
Desmond Hoyte

## I
Abraham Jacob van Imbijze van Batenburg -
Ingarikó -
Ireng -
ISO 3166-2:GY -
Iwokramabos

## J
Jacklow -
Cheddi Jagan - 
Janet Jagan -
Bharrat Jagdeo -
Raynauth Jeffrey -
Jonestown

## K
Kaieteurwaterval -
Kaieteurosaurus hindsi -
Kamarang -
Kanashen -
Kanukugebergte -
Karasabai -
Kathedraal van de Onbevlekte Ontvangenis -
Katholieke Kerk in Guyana -
Roger Khan -
Kwakwani

## L
Leonora -
Lethem -
Lijst van Nederlandse plantages in Berbice, Demerarij en Essequebo -
Lijst van voetbalinterlands Anguilla - Guyana -
Lijst van voetbalinterlands Antigua en Barbuda - Guyana -
Lijst van voetbalinterlands Aruba - Guyana -
Lijst van voetbalinterlands Barbados - Guyana -
Lijst van voetbalinterlands Belize - Guyana -
Lijst van voetbalinterlands Bermuda - Guyana -
Lijst van voetbalinterlands Bolivia - Guyana -
Lijst van voetbalinterlands Costa Rica - Guyana -
Lijst van voetbalinterlands Cuba - Guyana -
Lijst van voetbalinterlands Curaçao - Guyana -
lijst van voetbalinterlands Dominica - Guyana -
Lijst van voetbalinterlands Dominicaanse Republiek - Guyana -
Lijst van voetbalinterlands El Salvador - Guyana - 
Lijst van voetbalinterlands Guatemala - Guyana -
Lijst van voetbalinterlands Guyana - India -
Lijst van voetbalinterlands Guyana - Indonesië -
Lijst van voetbalinterlands Guyana - Mexico -
Lijst van voetbalinterlands Guyana - Panama -
Lijst van voetbalinterlands Guyana - Saint Lucia -
Lijst van voetbalinterlands Guyana - Saint Vincent en de Grenadines -
Lijst van voetbalinterlands Guyana - Suriname -
Lijst van voetbalinterlands Guyana - Turks- en Caicoseilanden -
Linden -
Luchthaven Lethem -
Edward Luckhoo

## M
Mabaruma -
Macushi -
Norman Madhoo -
Mahaica-Berbice -
Mahdia -
Mahaicony
Matthews Ridge -  
Mazaruni -  
Meten-Meer-Zorg -
Wormsalamander -
Milerock FC -
Monte Caburaí -
Moraikobai

## N
Nappi - 
Nationaal park Kaieteur - 
Nationale Vergadering -
Nederlands-Guiana - 
New Amsterdam - 
Nieuw Koninkrijk Granada -
Nieuwe Rivier

## O
Onderkoninkrijk Nieuw-Granada -
Orchila -
Oreala -
Orinduikwatervallen

## P
Paradise -
Paramakatoi -
Patamona -
Abraham van Peere -
Pomeroon (kolonie) -
Pomeroon (rivier) - 
Pomeroon-Supenaam -
Port Kaituma -
Port Mourant -
Potaro -
Potaro-Siparuni -
Priscula taruma -
Providence (Guyana) -
Providence Stadium

## R
Raad van Politie -
Annand Ramdin -
Regio's van Guyana -
Resolutie 223 Veiligheidsraad Verenigde Naties -
Ridderorden in Guyana -
Walter Rodney -
Roraima (berg) -
Roraima-formatie -
Rose Hall -
Rosignol -
Rupununi (rivier) -
Rupununi (savanne) -
Rustenburg

## S
Santa Rosa -
Secretariaat van de Caricom -
Senoculus guianensis -
Mohamed Shahabuddeen -
Shell Beach -
Sint-Joriskathedraal -
Willem August Sirtema van Grovestins -
Skepi -
Slavenopstand van Berbice -
Sociëteit van Berbice -
Soesdyke -
Stabroek -
Stabroek-blok -
Laurens Storm van 's Gravesande
Supenaam -
Synthetic Track and Field Facility

## T
Takutu -
Takutubrug -
Tapinauchenius concolor -
Taruma -
Tigri-gebied -
Timehri -
Trans Guyana Airways -
Tuschen

## U
Uitvlugt -
Universiteit van Guyana -
Upper Demerara-Berbice -
Upper Takutu-Upper Essequibo

## V
Vlag van Guyana -
Vreed en Hoop

## W
Wakenaam -
Wapen van Guyana -
Wapishana -
Warau (taal) -
Wel te Vreeden -
Weldaad -
Whitewater -
Geron Williams -
Windsor Forest -
Wonotobovallen -
Letitia Wright

## Z
Zeeburg -